# Zastava Finske
Zastava Finske, također i Siniristilippu prihvaćena je na početku 20. stoljeća. Zastava Danske je temelj za ovu zastavu. Zastava je bijele boje s plavim skandinavskim križem. Okomiti dio križa je pri lijevoj strani zastave. Plava boja simbolizira finska jezera i nebo, a bijelo simbolizira snijeg i bijele noći u finskom ljetu.

## Vanjske poveznice
- Flags of the World